# Powers Boothe
Powers Boothe (født 1. juni 1948 - død 14. maj 2017) var en amerikansk skuespiller og tegnefilmsdubber. Han var måske bedst kendt som stemmen bag Gorilla Grodd i Justice League.